# Ганейзер, Евгений Адольфович
Евгений Адольфович Ганейзер (псевдонимы Евгений, Журналист, Хома Брут; 24 декабря 1861 (5 января 1862), Бендеры, Бессарабская область — 1 октября 1938, Москва) — русский писатель
, драматург и переводчик, педагог, журналист, военный корреспондент, агроном
, революционер. Отец детской писательницы Галины Ганейзер, дед поэтессы Лии Владимировой.

## Биография
Родился в польской дворянской семье шведского происхождения, отец был гвардейским офицером. После окончания Уманского училища земледелия и садоводства в 1877 году работал на сахарном заводе и строительстве железной дороги в Екатеринославе. Окончил университет в Лемберге, работал агрономом.
Участвовал в деятельности народовольческих и революционных кружков, дважды привлекался к дознанию (1879, 1883). Опубликовал пьесу «Заклята крыныця» на украинском языке (1884, 1886). Член редакции «Санкт-Петербургских ведомостей», секретарь редакции «Южного края».
В 1901 году выселен из Санкт-Петербурга с запретом жительства в университетских и фабричных городах, помещён под негласное наблюдение; жил в Париже. По возвращении поселился в Москве (1903).
Печатался в «Южном крае», «Заре», «Санкт-Петербургских ведомостях», «Голосе», «Вестнике Европы», «Днепре», «Северном вестнике», «Русском богатстве», «Русском курьере», «Саратовском листке», «Книжках Недели».
С 1904 года член редакции «Сына Отечества», с 1906 года — «Страны».
В годы Первой мировой войны работал агрономом в Витебской и Таврической губерниях, был военным корреспондентом.
В 1918—1923 годах работал страховым агентом, счетоводом, преподавал в школе в Мисхоре, затем вновь поселился в Москве.

## Избранное
- «Заклята крыныця» (пьеса, Харьков, 1884, 2-е изд., Киев, 1886)
- Б. Прус. «Слимак и немцы» (перевод, М., 1893)
- Б. Прус. «Фараон» (перевод, Санкт-Петербург, Типография И. Н. Скороходова, 1897)